# Estrela verde (astronomia)
Em astronomia, uma estrela verde é uma estrela branca ou azulada que aparece esverdeada em algumas condições de visualização. Sob condições de visão típicas, não há estrelas esverdeadas, porque a cor de uma estrela é mais ou menos dada por um espectro de corpo negro. No entanto, existem algumas estrelas que parecem esverdeadas para alguns observadores, devido às condições de visualização, por exemplo, a 'ilusão' óptica de que um objeto vermelho pode fazer objetos próximos parecerem esverdeados (e vice-versa).